# Атли, Терри
Терри Ли Бритт (девичья фамилия — Атли; англ. Terri Lea Britt; род. 19 ноября 1961, Кабот, Арканзас) — американская супермодель, фотомодель и телеведущая; победительница конкурса красоты «Мисс США 1982» и оратор-мотиватор.

## Биография
Участвовала в организации American Legion Auxiliary, Girls State. Была Вице-президентом класса в Cabot High School.

## Мисс США
Первой победой стал в конкурсе красоты Мисс Арканзас. Представила штат на национальном конкурсе красоты Мисс США.
Представила страну на международном конкурсе красоты Мисс Вселенная 1982, в Лиме, Перу. Стала Четвёртой Вице Мисс Вселенная. Победительницей конкурса стала представительница Канады — Карен Диана Болдуин.
Наиболее узнаваемой чертой, была короткая стрижка, которая отличала её от других участниц. Она запомнилась за бурную реакцию, когда была объявлена новой Мисс США. По итогам конкурса, у неё был самый низкий предварительный результат среди полуфиналисток.
Стала первой представительницей штата Арканзас, завоевавшая титул Мисс США. После её победы, никто из представительниц штата до 2005 года не проходил до полуфинала. Обе являются членами Alpha Sigma Tau.

## После конкурса красоты
После передачи короны, изучала журналистику. Стала писателем и продюсером новостной станции Западного побережья. Затем она стала пресс-секретарем Mazda. Работал ведущей новостей на телевидении Movietime (сейчас, данный телеканал известен как E!), Что дало ей возможность осветить такие события, как Оскар и Каннский кинофестиваль.
Покинула индустрию развлечений, чтобы больше времени проводить с мужем и тремя детьми. На её жизнь отрицательно повлияла смерть отца. Это привело к тому, что она столкнулась с проблемами контроля гнева, которые, по её словам, повлияло на роль жены и матери. Она стала изучать традиционное и энергетическое исцеление, медитацию и духовную консультацию в Санта-Монике, Калифорния. В настоящее время работает духовным тренером и мотивационным оратором В Кливленд, штат Джорджия.